# Роджърс Пас (Британска Колумбия)
Роджърс Пас е високопланински проход през планинската верига Селкърк в канадската провинция Британска Колумбия, използван от Канадската тихоокеанска железница – Canadian Pacific Railway (CPR) и Трансканадската магистрала. Проходът е пряк път през т.нар. регион „Биг Бенд“ на река Колумбия от градовете Ревелсток на запад до Доналд на изток. Проходът е открит на 29 май 1881 г. от майор Албърт Боуман Роджърс, работещ като топограф за Канадската тихоокеанска железница.
Роджърс Пас е разположен в централната част на Национален парк Глейшър, в район, известен предимно като ски дестинация, както и като предпочитано място за къмпинг, туризъм и скално катерене още от далечната 1886 г., когато става достъпен, благодарение на железницата. Дестинацията предлага туристически услуги, сред които Познавателния център „Роджърс Пас“ (Rogers Pass Discovery Centre), хотел и екопътеки към парка. Роджърс Пас е обект от историческо значение за Канада.

## География
Роджърс Пас е тясна долина, заобиколена от редица планини. Образувана е от ерозията на скалите, причинена от река Илисилеуат от запад и от река Бийвър на изток. И двете реки са притоци на река Колумбия, която минава на около 240 km северно от прохода. Обектът носи името на майор Роджърс, който за първи път изследва района.
Роджърс Пас е известен с обилния снеговалеж, който достига до около 10 m на година. Поради стръмните планински склонове лавините са много чести през зимата. Когато влакът за първи път преминава през прохода, са монтирани 31 снежни щита тип „решетка“ с обща дължина от близо 6,5 km за защита на железопътната линия от лавините. По това време жп линията е единственият начин за преминаване през местността и поради това е било важно да не се прекъсва движението по нея.

## Откриване
В началото на 70-те години на XIX век, когато се планирало построяването на Канадската тихоокеанска железница, предпочитаният маршрут бил през Скалистите планини на север през прохода Йелоухед. Когато през 1881 г. строителството на жп проекта било предадено на частна фирма, те потърсили нов по-подходящ маршрут. За целта наели майор А. Б. Роджърс, който да го открие. Обещано му било проходът да носи неговото име, както и парично възнаграждение от 5000 долара. Той изпълнил задачата в началото на следващата година – 1882 г. Междувременно строежът на линията в равнините продължавал с пълна сила и достигнал до прохода през 1884 година.

## Канадска тихоокеанска железница
Построяването на релсовия път изисквало да бъдат издигнати няколко внушителни по размерите си моста на река Бийвър, включително предпочитания от фотографите Стоуни Крийк (на снимката вдясно). Също така били построени и няколко т.нар. „осморки“ – уширения на жп линията на няколко нива с цел преодоляване на денивелацията и избягване на пътя на лавините. След като компанията „CPR“ приключила строежа на линията през есента на 1885 г., движението на железницата умишлено не стартирало, за да бъдат наблюдавани лавините през целия зимен период. Впоследствие били издигнати 31 щита срещу лавини с обща дължина близо 6,5 km.